# Cyberpunk 2077: Phantom Liberty
Cyberpunk 2077: Phantom Liberty (с англ. — «Cyberpunk 2077: Призрачная свобода») — дополнение к компьютерной игре Cyberpunk 2077 2020 года, вышедшее в 2023 году.
Дополнение было выпущено для PlayStation 5, Xbox Series X/S и Windows в сентябре 2023 года.
Дополнение получило признание критиков и, как считается, возобновило интерес к Cyberpunk 2077. С момента выхода дополнения было продано более 10 миллионов копий .

## Игровой процесс
Cyberpunk 2077 — компьютерная игра в жанре Action/RPG с видом от первого лица. Сюжет дополнения Phantom Liberty разворачивается в новом районе под названием «Пёсий Город» (англ. Dogtown), где представлены уникальные персонажи, задания, контракты и предметы.
Phantom Liberty вводит новое древо навыков, включающее девять способностей. Чтобы разблокировать новые навыки, игрокам необходимо продвигаться по сюжету Phantom Liberty или получить доступ к закрытым информационным терминалам, расположенным в районе.
Дополнение также повышает максимальный уровень персонажа до 60 и добавляет в игру новое оружие и транспортные средства.
Также реализован боевой транспорт, что позволяет игрокам управлять автомобилями, оснащёнными ракетными установками и пулемётами. В зависимости от выбора игрока, может быть открыта новая концовка для основной игры.
Дополнение Phantom Liberty было выпущено одновременно с обновлением 2.0 для базовой игры и значительно переработало существующее древо навыков.

## Сюжет
После событий в районе Пасифика Ви получает сообщение от Сон Со Ми по прозвищу «Сойка» — помощницы президента Новых Соединённых Штатов Америки Розалинд Майерс. Сойка сообщает о крушении самолёта с президентом в районе Пёсий Город, контролируемом военным диктатором Куртом Хансеном, и просит помощи в спасении Майерс в обмен на содействие в решении проблемы с биочипом, угрожающим мозгу Ви. После успешного спасения президента и её эвакуации связь с Сойкой прерывается.
По поручению Майерс Ви связывается со спящим агентом Соломоном Ридом для спасения Сойки. К операции привлекаются и другие агенты.
Во время проникновения на мероприятие, организованное Хансеном, Ви узнаёт от Сойки о прогрессирующем разрушении её сознания сущностями из-за Чёрного заслона. Спасти её и Ви может только устройство под названием «Нейронная Матрица», находящееся у Хансена. Выясняется, что авиакатастрофа была организована самой Сойкой в рамках сделки с Хансеном.
Сюжет развивается по одному из двух направлений в зависимости от выбора игрока:
При содействии побегу Сойки: Ви помогает ей скрыться от Хансена и агентов. Агенты устраняют Хансена, после чего Ви и Сойки едут в космопорт для эвакуации на Луну. Сойка признаётся в намерении использовать Матрицу исключительно для собственного излечения. Ви получает выбор между передачей Сойки Риду или устранением последнего для обеспечения её побега.
При предательстве Сойки: Распознав обман, Сойка применяет способности Чёрного Заслона для побега, что приводит к киберпсихозу. Сойка захватывается спецподразделением МаксТак, но при попытке перехвата сбегает и скрывается в заброшенном бункере корпорации «Милитех» для установления прямого контакта с Чёрным Заслоном. Ви узнаёт о принудительной кибернетической модификации Сойки по распоряжению Майерс для создания связи с Чёрным Заслоном. К моменту обнаружения она уже подвергается критическому воздействию.
При передаче Сойки под контроль НСША открывается альтернативная концовка основной игры. Майерс предлагает Ви излечение. Хирургическое вмешательство успешно устраняет биочип, однако приводит к полному стиранию личности Джонни Сильверхенда, двухлетней коме Ви и необратимому повреждению мозга, исключающему использование боевых имплантов. Ви утрачивает возможность продолжать деятельность наёмника и вынужден адаптироваться к жизни обычного гражданина. В остальных случаях Ви продолжает поиски альтернативных методов лечения.

## Разработка
Разработка дополнения Phantom Liberty обошлась CD Projekt Red более чем в 60 миллионов долларов.
В сентябре 2022 года студия подтвердила, что дополнение выйдет в 2023 году на ПК, Xbox Series X/S и PlayStation 5. В ноябре было официально объявлено, что Phantom Liberty станет платным дополнением.
Трейлер Phantom Liberty был представлен на церемонии The Game Awards 2022. Тогда же стало известно, что к актёрскому составу присоединился Идрис Эльба.
Точная дата выхода — 26 сентября 2023 года — была объявлена во время презентации Xbox на фестивале Summer Game Fest. Игроки, оформившие предзаказ, получили в качестве бонуса уникальный автомобиль внутри игры.
Незадолго до релиза, 21 сентября, CD Projekt Red выпустили крупное обновление 2.0 для Windows, PlayStation 5 и Xbox Series X/S. В него вошли ключевые изменения и улучшения, ранее заявленные как часть Phantom Liberty.
В декабре 2023 года студия представила издание Cyberpunk 2077: Ultimate Edition, в которое вошли как основная игра, так и дополнение Phantom Liberty. Это дополнение стало единственным расширением для Cyberpunk 2077.
В декабре 2024 года CD Projekt объявила, что в 2025 году базовая игра и дополнение выйдут также на MacOS.
В апреле 2025 года в рамках трансляции Nintendo Direct стало известно, что Cyberpunk 2077: Ultimate Edition появится и на Nintendo Switch 2 — релиз назначен на 5 июня.
При разработке Phantom Liberty команда вдохновлялась жанром шпионского триллера. Пёсий Город описывается как «более суровый район», которым правит военная хунта, и место, где «скрываются неблагонадёжные личности», поскольку корпорациям и полиции запрещён вход туда. Поэтому эта область была спроектирована как «угнетающая». Говоря о сюжете игры, сценарист Магда Зых добавила, что повествование Phantom Liberty дополняет темы основной игры.

## Выпуск

### Критика
| Русскоязычные издания | Русскоязычные издания |
| Издание               | Оценка                |
| --------------------- | --------------------- |
| StopGame.ru           | «Похвально»           |

По данным сайта-агрегатора рецензий Metacritic, Phantom Liberty получило в целом положительные отзывы критиков.
Тед Литчфилд из PC Gamer охарактеризовал Phantom Liberty как «напряжённый шпионский триллер» с мрачными моральными выборами, назвав его «захватывающим завершением трёхлетнего пути к восстановлению репутации Cyberpunk 2077».
Уэсли Леблан из Game Informer похвалил как Phantom Liberty, так и обновление 2.0, назвав их «кульминацией» усилий CD Projekt по переработке игры после её проблемного запуска в 2020 году.
Майкл Хайэм из GameSpot поставил дополнению высший балл, высоко оценив сюжет, побочные задания и проработку персонажей. В завершение обзора он написал, что Phantom Liberty представляет собой Cyberpunk 2077 в наилучшем виде — с уважением к жанровым традициям и историей, которая получилась «жестокой, отрезвляющей и горько-сладкой».

### Продажи
По состоянию на октябрь 2023 года было продано 3 миллиона копий Phantom Liberty за неделю после релиза. К ноябрю 2023 года было продано 4,3 миллиона копий Phantom Liberty. В декабре 2024 года CD Projekt заявила, что было продано более 8 миллионов копий дополнения. К маю 2025 года было продано более 10 миллионов копий дополнения.

### Награды
| Премия                          | Дата             | Категория                                       | Номинируемый                                                           | Результат           | Источник |
| ------------------------------- | ---------------- | ----------------------------------------------- | ---------------------------------------------------------------------- | ------------------- | -------- |
| BAFTA                           | 11 апреля 2024   | Развивающаяся игра                              | Cyberpunk 2077: Phantom Liberty                                        | Победа              | [ 30 ]   |
| D.I.C.E. Awards                 | 15 февраля 2024  | Ролевая игра года                               | Cyberpunk 2077: Phantom Liberty                                        | Номинация           | [ 31 ]   |
| Digital Dragons Awards          | 20 мая 2024      | Лучшая польская игра                            | Cyberpunk 2077: Phantom Liberty                                        | Победа              | [ 32 ]   |
| Digital Dragons Awards          | 20 мая 2024      | Лучший польский геймдизайн                      | Cyberpunk 2077: Phantom Liberty                                        | Номинация           | [ 32 ]   |
| Digital Dragons Awards          | 20 мая 2024      | Лучшее польское визуальное оформление           | Cyberpunk 2077: Phantom Liberty                                        | Номинация           | [ 32 ]   |
| Digital Dragons Awards          | 20 мая 2024      | Лучшее польское звуковое оформление             | Cyberpunk 2077: Phantom Liberty                                        | Номинация           | [ 32 ]   |
| Digital Dragons Awards          | 20 мая 2024      | Лучший польский сюжет                           | Cyberpunk 2077: Phantom Liberty                                        | Победа              | [ 32 ]   |
| Game Audio Network Guild Awards | 21 марта 2024    | Звук года                                       | Cyberpunk 2077: Phantom Liberty                                        | Номинация           | [ 33 ]   |
| Game Audio Network Guild Awards | 21 марта 2024    | Лучший звуковой микс                            | Cyberpunk 2077: Phantom Liberty                                        | Номинация           | [ 33 ]   |
| Game Audio Network Guild Awards | 21 марта 2024    | Лучший звук в кат-сценах                        | Cyberpunk 2077: Phantom Liberty                                        | Номинация           | [ 33 ]   |
| Game Audio Network Guild Awards | 21 марта 2024    | Лучший фоли-звук                                | Cyberpunk 2077: Phantom Liberty                                        | Номинация           | [ 33 ]   |
| Game Audio Network Guild Awards | 21 марта 2024    | Лучший звук в трейлере                          | Cyberpunk 2077: Phantom Liberty                                        | Номинация           | [ 33 ]   |
| Game Audio Network Guild Awards | 21 марта 2024    | Лучший звук интерфейса и наград                 | Cyberpunk 2077: Phantom Liberty                                        | Номинация           | [ 33 ]   |
| Game Developers Choice Awards   | 18-22 марта 2024 | Лучший сюжет                                    | Cyberpunk 2077: Phantom Liberty                                        | Почётное упоминание | [ 34 ]   |
| Game Developers Choice Awards   | 18-22 марта 2024 | Лучшая технология                               | Cyberpunk 2077: Phantom Liberty                                        | Почётное упоминание | [ 34 ]   |
| Golden Joystick Awards          | 10 ноября 2023   | Лучшее дополнение                               | Cyberpunk 2077: Phantom Liberty                                        | Победа              | [ 35 ]   |
| Golden Joystick Awards          | 10 ноября 2023   | Лучший трейлер                                  | Cyberpunk 2077: Phantom Liberty                                        | Победа              | [ 35 ]   |
| Golden Joystick Awards          | 10 ноября 2023   | Лучшая роль второго плана                       | Идрис Эльба                                                            | Номинация           | [ 35 ]   |
| Golden Trailer Awards           | 30 мая 2024      | Лучший трейлер видеоигры                        | Cyberpunk 2077: Phantom Liberty                                        | Победа              | [ 36 ]   |
| New York Game Awards            | 23 января 2024   | Big Apple Award за игру года                    | Cyberpunk 2077: Phantom Liberty                                        | Номинация           | [ 37 ]   |
| New York Game Awards            | 23 января 2024   | Herman Melville Award за лучший сценарий        | Cyberpunk 2077: Phantom Liberty                                        | Номинация           | [ 37 ]   |
| New York Game Awards            | 23 января 2024   | Statue of Liberty Award за лучший мир           | Cyberpunk 2077: Phantom Liberty                                        | Номинация           | [ 37 ]   |
| New York Game Awards            | 23 января 2024   | NYC GWB Award за лучшее дополнение              | Cyberpunk 2077: Phantom Liberty                                        | Победа              | [ 37 ]   |
| New York Game Awards            | 23 января 2024   | Great White Way Award за актёрскую игру         | Идрис Эльба                                                            | Номинация           | [ 37 ]   |
| The Game Awards                 | 7 декабря 2023   | Лучшая актёрская игра                           | Идрис Эльба                                                            | Номинация           | [ 38 ]   |
| The Game Awards                 | 7 декабря 2023   | Лучший сюжет                                    | Cyberpunk 2077: Phantom Liberty                                        | Номинация           | [ 38 ]   |
| The Game Awards                 | 7 декабря 2023   | Лучшая развивающаяся игра                       | Cyberpunk 2077: Phantom Liberty                                        | Победа              | [ 38 ]   |
| The Game Awards                 | 7 декабря 2023   | Голос игрока                                    | Cyberpunk 2077: Phantom Liberty                                        | Номинация           | [ 38 ]   |
| Visual Effects Society Awards   | 21 февраля 2024  | Визуальные эффекты в проекте в реальном времени | Якуб Кнапик, Павел Мельничук, Мацей Влодаркевич, Кацпер Непокульчицкий | Номинация           | [ 39 ]   |